# Lufkin, Texas
Lufkin là một thành phố thuộc quận Angelina, tiểu bang Texas, Hoa Kỳ. Năm 2010, dân số của xã này là 35067 người.

## Dân số
- Dân số năm 2000: 32709 người.
- Dân số năm 2010: 35067 người.